# Макута, Гайюс
Гайюс Макута (фр. Gaius Makouta; род. 25 июля 1997, Альфорвиль) — конголезский футболист, полузащитник клуба «Боавишта» и сборной Республики Конго.

## Клубная карьера
Макута — воспитанник французского клуба «Гавр». Для получения игровой практики он выступал за дублирующий состав. В 2016 году Макута подписал контракт с ирландским «Лонгфорд Таун». 5 августа в матче против «Шемрок Роверс» он дебютировал в чемпионате Ирландии. В начале 2017 года Макута перешёл в греческий «Арис». 26 февраля в матче против «Анагенниси Кардиста» он дебютировал в греческой футбольной лиге. Летом 2017 года Макута подписал контракт с португальским «Спортинг Ковильян». 6 августа в матче против дублёров лиссабонского «Спортинга» он дебютировал в Сегунда лиге. 18 августа 2018 года в поединке против «Кова-да-Пиедади» Гайюс забил свой первый гол за «Спортинг Ковильян».
В начале 2019 года Макута присоединился к дублёрам «Браги». 9 февраля в матче против «Пенафиела» он дебютировал за новую команду. В начале 2020 года Макута на правах аренды перешёл в болгарский «Берое». 16 февраля в матче против «Этыра» он дебютировал в чемпионате Болгарии. 23 февраля в поединке против «Витоши» Гайюс забил свой первый гол за «Берое».
Летом 2021 года Макута перешёл в «Боавишту». 16 августа в матче против «Пасуш де Феррейра» он дебютировал в Сангриш лиге. 15 января 2022 года в поединке против «Жил Висенте» Гайюс забил свой первый гол за «Боавишту».

## Международная карьера
10 октября 2019 года в товарищеском матче против сборной Таиланда Макута дебютировал за сборную Республики Конго. В этом же поединке он забил свой первый гол за национальную команду.

### Голы за сборную Республики Конго
| #   | Дата            | Место               | Противник | Счёт | Результат | Соревнование      |
| --- | --------------- | ------------------- | --------- | ---- | --------- | ----------------- |
| 01. | 10 октября 2019 | BG Stadium, Таиланд | Таиланд   | 1:1  | 1:1       | Товарищеский матч |